# Tokugawa Ietsuna

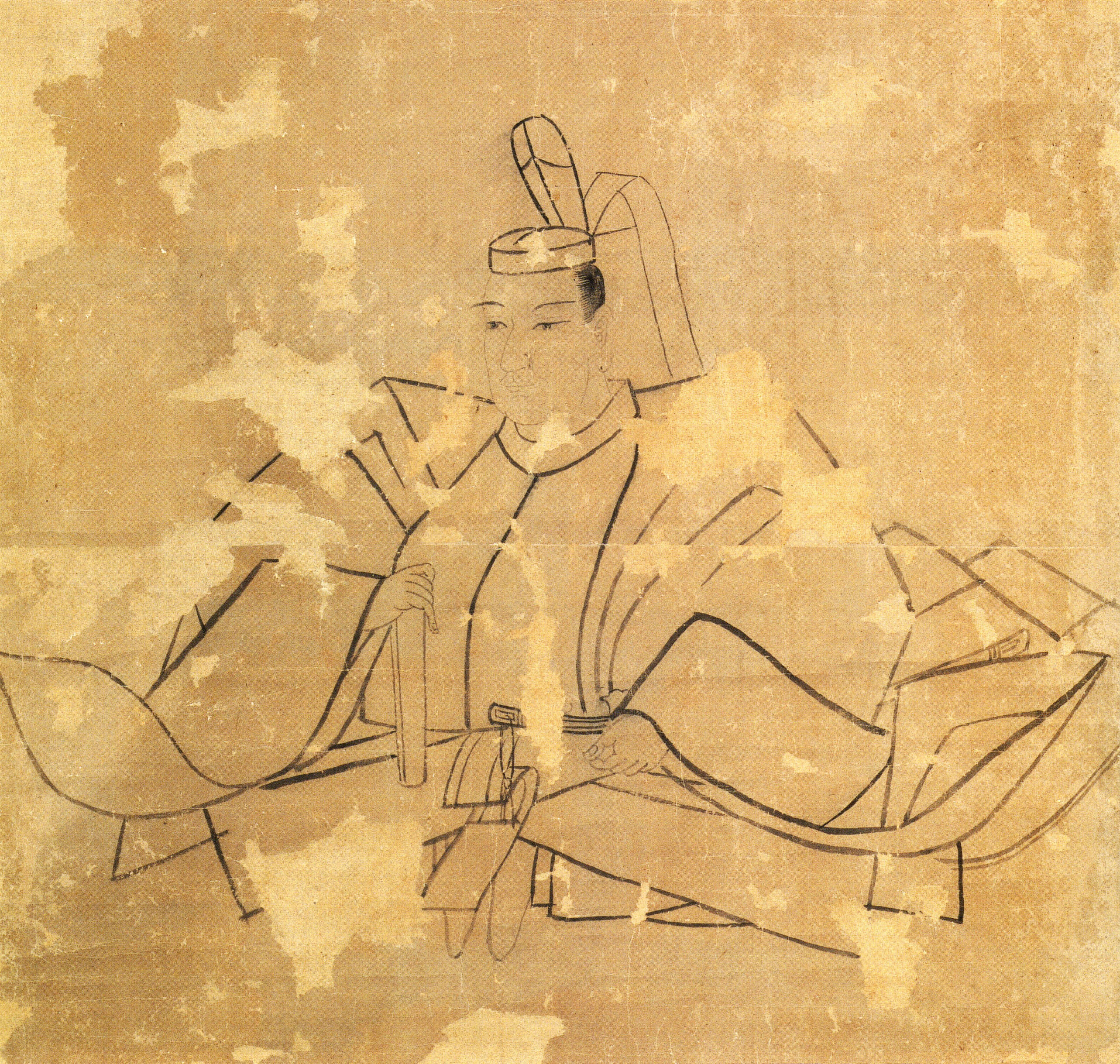
Tokugawa Ietsuna

Tokugawa Ietsuna (徳川家綱, 7 de setembro de 1641 – 4 de junho de 1680)  foi o quarto xogum do Xogunato Tokugawa esteve no posto entre 1651 e 1680. Ietsuna era o filho mais velho de Tokugawa Iemitsu e, por conseguinte, tataraneto de Tokugawa Ieyasu.

## Início da vida (1641-1651)
Tokugawa Ietsuna nasceu em 1641, sendo o filho mais velho de Tokugawa Iemitsu e uma das suas concubinas. Durante este tempo, seu pai o xogum, tinha decretado uma série de duras medidas contra os cristãos após a Rebelião Shimabara, de 1637.

## Regência do Xogunato (1651-1663)
Tokugawa Iemitsu morreu no início de 1651 aos 47 anos, então Ietsuna foi nomeado xogum neste mesmo ano. Até que tivesse idade suficiente, cinco Regentes governaram en seu lugar: Sakai Tadakatsu, Sakai Tadakiyo, Inaba Masanori e Matsudaira Nobutsuna foram os principais.

## Bakufu luta pelo poder (1663-1671)
Em 1663 terminou oficialmente o governo, mas eles ainda mantiveram o controle do país, de fato, muitas vezes agindo em seu nome.

## Xogum Ietsuna (1671-1680)
Durante seu mandato ocorreram fatos de menor importância na história do Japão. Em 1679 Ietsuna adoeceu, assim eles começaram a discutir quem seria o seu sucessor. Tadakiyo Sakai sugeriu que o filho do Imperador Go-Sai se torna-se o próximo xogum. Os membros do clã Tokugawa, por sua vez, demonstraram seu apoio ao Tokugawa Tsunayoshi, filho do xogum Iemitsu, irmão mais novo de Ietsuna.
Ietsuna morreu em 1680 e recebeu o nome póstrumo de Genyūin.